# يواكيم غوميز دي سوزا
يواكيم غوميز دي سوزا هو رياضياتي وسياسي برازيلي، ولد في 15 فبراير 1829 في إيتابيكورو ميريم في البرازيل، وتوفي في 1 يونيو 1864 في لندن في المملكة المتحدة. انتخب عضو مجلس النواب البرازيلي ‏.